# Indoárja nyelvek

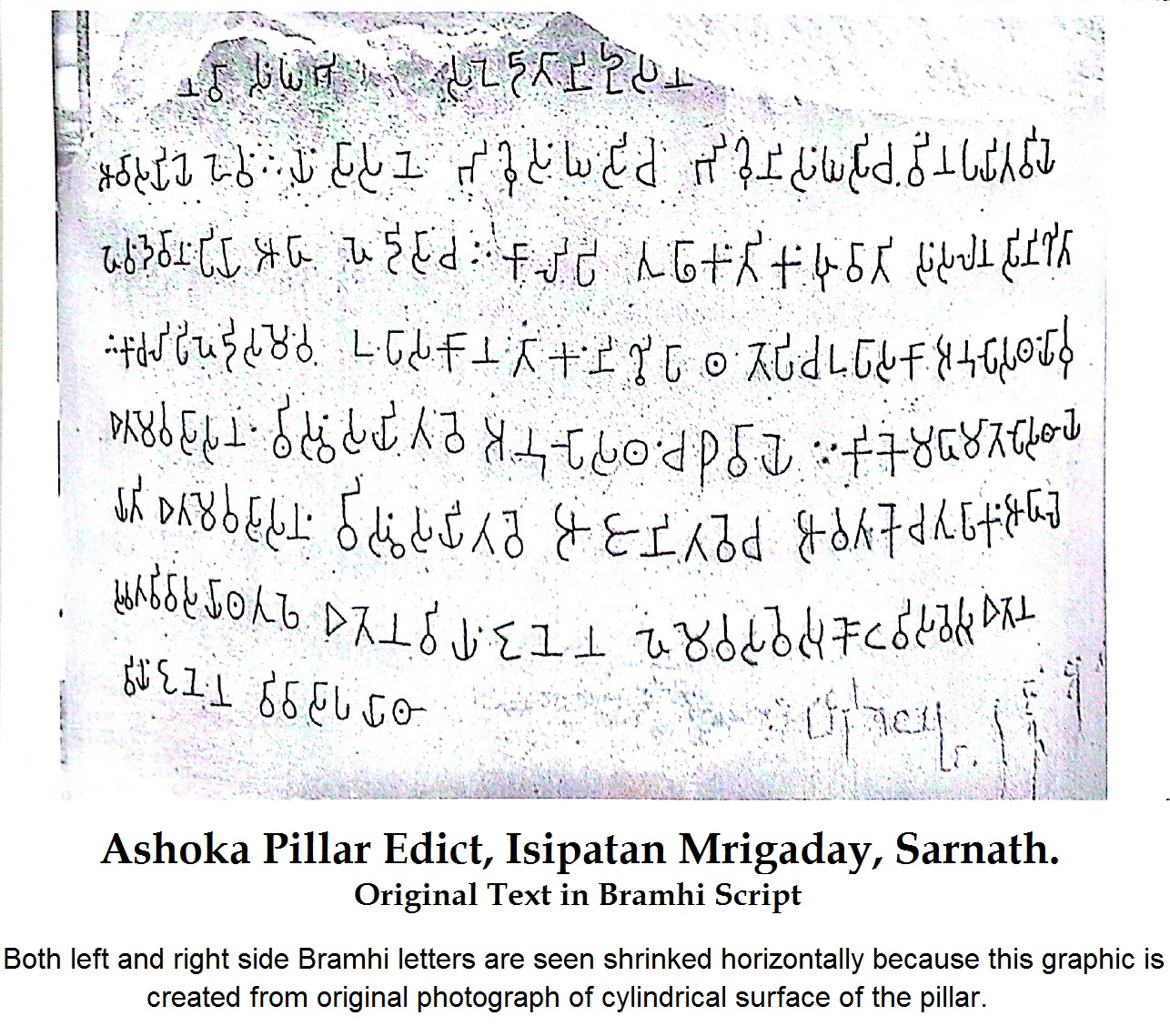
Asóka egyik felirata bráhmi írással Szárnáthban

Az indoárja nyelvek az indoeurópai nyelvcsaládon (indogermán nyelvek) belül csoportosított rokon nyelvek összessége, amelyet az i. e. 2. évezred elején a mai Irán területére bevándorló, magukat árjáknak nevező népcsoport beszélt. Ezek egy része megmaradt Iránban, (iráni nyelvek) más részük India északi és középső területeire vonult tovább az i. e. 2. évezred derekán. Iránban az avesztai és az óperzsa nyelvek illetve Indiában a szanszkrit nyelv rokonsága az ősi írásos emlékeken még megfigyelhető volt. A több mint 200 indoárja nyelvet mintegy 825 millió anyanyelvi beszélő vallja magáénak elsősorban India középső és északi részén.
A legrégebbi irodalmi nyelvemlékek a szájhagyomány útján évezredekig fennmaradt Védák is az indoárják ősi nyelvén született az i. e. 2. évezred vége felé, majd ez a nyelv szigorú szabályrendszert kapott (→szanszkrit nyelv) és lassan kihalt a köznépi beszélők körében, ugyanakkor egyes változatai India vallási mozgalmai révén (buddhizmus, dzsainizmus) tovább fejlődtek, kialakítva a középind nyelvek új csoportját, melynek összefoglaló neve a prákrit nyelvek (ebbe a csoportba tartozott a köznépi páli nyelv is, amelyen Buddha prédikált).

## Középind (prákrit) nyelvek
Az ismertebb, feldolgozott középind nyelvek a
- Páli
- Mahárástri (a dzsaina kánon nyelve)
- Ardhamágadhi
- Sauraszéni
- Az első évezred végére kifejlődött apabhransai

## Az indoárja nyelvek fejlődése
A 2. évezred elején a középind nyelvekből fejlődtek ki az újind nyelvek. Az indoárja nyelvek mint megnevezés az Indiában beszélt dravida nyelvektől és a munda nyelvektől különbözteti meg a csoportot.
Jelentős irodalmi emlékekkel és irodalmi jelennel bíró újind nyelvek:
- Hindi (az Indiai Köztársaság állami nyelve)
- Urdu (Pakisztán állami nyelve)
- Asszámi
- Bengáli
- Gudzsaráti
- Kasmíri
- Maráthi
- Pandzsábi
- Orija
- Szindhi
- Nepáli
- Szingaléz
- Cigány nyelv

Kevésbé ismertek: a hindihez közelálló rádzsasztháni, bihári, avadhi, bódzspúri, brádzs, khari bóli, maithili nyelvek, illetve a pandzsábival közeli rokon lahnda.
Régebbi forrásokban nagyfokú köznyelvi hasonlóságuk miatt a hindit és urdut összefoglaló néven hindusztáni nyelveknek nevezték.
Az újind nyelvek az óindhez képest egyszerűsödést figyelhetünk meg, a szóvégi -a hang eltűnik: pl. bhárata → bhárat (India). A ragozás rendszere átalakult, például az igeragozás segédigék kapcsolásával jön létre.
Az irodalom a 12–15. századtól jelenik meg az újind nyelvekben, túlnyomó többségben vallási tárgyú költemények jellemzik, világi irodalom szinte nincs. A klasszikus szanszkrit eposzok (Mahábhárata, Rámájana, Bhágavata-purána) fordításai is ekkor jelennek meg, elsősorban vallási indíttatásból. A szókincsben a szanszkrit hatás jelentős.
Az iszlám befolyás miatt (különösen az urdu nyelvben figyelhető ez meg), a török, perzsa (ezen keresztül arab) jövevényszavak szaporodtak meg, megfigyelhető az irodalmi és a köznyelv éles kettéválása is.
A Srí Lankán (Ceylon) beszélt szingaléz nyelv nagy mértékben eltér az újind fejlődés fő vonalától, mivel földrajzi helyzeténél fogva némileg külön utat járt, ugyanakkor vallásilag buddhista, míg a szanszkrit nyelv a hindu vallással együtt alakult. Ugyanígy a cigány nyelv is nagy mértékben változott, mivel beszélői a 7. század környékén már kivonultak Indiából.
Az újind nyelvek irodalmi alakja csak a 19. század végén alakult ki, párhuzamosan azzal, hogy szorosabb kapcsolat alakult ki Európával, illetve az európai irodalom is megjelent az indiai nyomtatott művek között. Ekkor szivárogtak be az angol kölcsönszavak is az újind szókincsbe.
Az írás többségében bráhmi írásrendszer, az urdu, szindhi és a pandzsábi arab írásjeleket használ.